# 岩峅寺車站
岩峅寺站（日语：／ Iwakuraji eki */?）是一位於日本富山縣中新川郡立山町岩峅寺，由富山地方鐵道所擁有的鐵路車站。它是立山線與上瀧線兩條路線的交會車站，也是立山町境內的主要車站之一，是直營站，也是其中一個區間車的起訖站，全日均有正站員駐守，所有急行列車皆會在此停站。車站編號則按立山線的排序，獲編配為T51。
現時的岩峅寺站，原來是由兩間不同的公司分別設置的。最早出現的是1921年立山鐵道（即今日的立山線）通車時所啟用的立山站，同年稍後，富山縣營鐵道（即今日的上瀧線）的岩峅寺站也跟隨啟用。兩個車站一直獨立運作到1936年時，合併了立山鐵路的富山電氣鐵道把立山站廢站，列車改駛入縣營鐵道所屬的岩峅寺站，遂成為單一的一個車站至今。
按富山地方鐵路的行車時間，經上瀧線及不二越線往電鐵富山站會比經立山線及本線為短，縱使行走上瀧線的列車都要比行走立山線的列車遲兩至三分鐘開出，但往往都會比前者快數分鐘到達富山站。另外，行走上瀧線及不二越線的列車都是行駛全區間的，但立山線大約有四成的列車都是以此為終點站或始發站，不會再駛入立山站。
「峅」本身是日本漢字，並沒有相對應的中文字，於日本國內亦多見於富山縣的地名上，以表示對縣內地標「立山」的一種信仰。「峅」有傳是指天上神明從天降至立山的意思。改編自新田次郎同名小說的電影《劍岳 點之記》，當中的「富山站」其實便是在此站取景。

## 車站結構

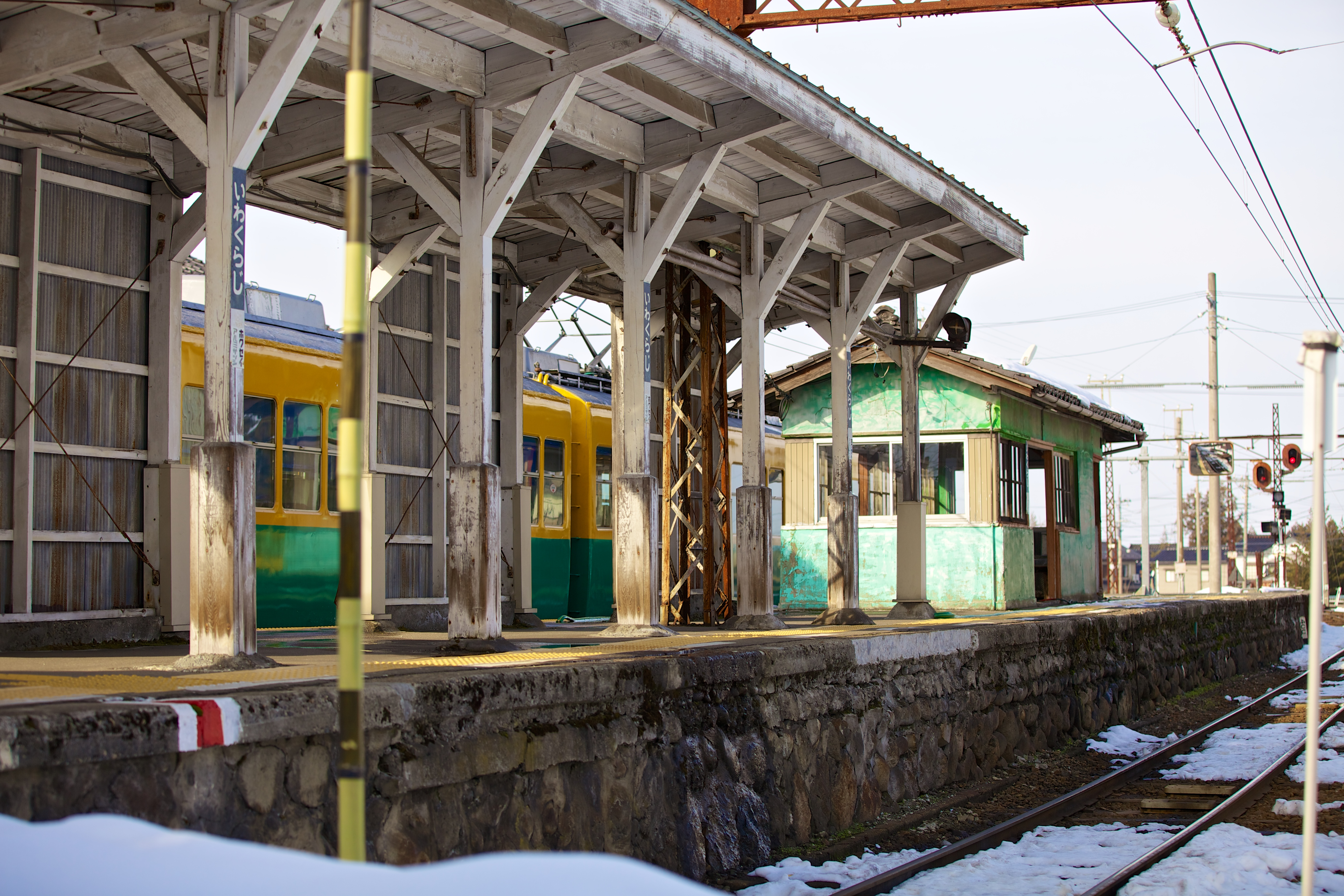
月台（2013年1月）

屬於地面車站，建有一座兩層高的站房，地下為設有售票窗口及站長室的候車大堂，二樓為員工專用區域，不對外開放。
採用開放式的人手剪票模式，閘口與正門相對。通過閘口後，右轉即為往立山方向的側式2號月台，其餘月台則須先橫過平交道後，右轉則為往寺田方向的側式1號月台，直行後再沿地下黃色指示線方向前行，便會到達上瀧線的島式月台，亦是因為步行道的原故，3號月台的路軌無法如4號月台的路軌般、能夠直通至立山線的路軌，而變成了兩邊頭端式的月台。

### 月台配置
| 月台 | 路線    | 方向 | 目的地                 | 備註                         |
| ---- | ------- | ---- | ---------------------- | ---------------------------- |
| 1    | ■立山線 | 上行 | 經寺田往電鐵富山方向   | 與上瀧線島式月台直接相連     |
| 2    | ■立山線 | 下行 | 立山方向               | 最接近站房的月台             |
| 3    | ■上瀧線 | 上行 | 經南富山往電鐵富山方向 | 頭端式月台、旁邊為保線用側線 |
| 4    | ■上瀧線 | 上行 | 經南富山往電鐵富山方向 | 可直通至立山線往立山         |

## 歷史
- 1921年：

- 3月19日：立山鐵道（即現時立山線）「立山站」開業。
- 8月20日：富山縣營鐵道（即現時上瀧線）「岩峅寺站」開業。

- 1931年3月20日：富山電氣鐵道與立山鐵道（原：立山輕便鐵路）合併[2]。
- 1936年8月18日：富山電氣鐵道立山站廢站，統整於富山縣營鐵道「岩峅寺站」內。
- 1943年1月1日：富山縣內所有鐵道會社合併於富山電氣鐵道下，改名為「富山地方鐵道」。

## 利用人數
| 乘車人員推算 | 乘車人員推算    | 乘車人員推算 |
| 年度         | 1日平均上落人數 |              |
| ------------ | --------------- | ------------ |
| 2004年       | 415             |              |
| 2005年       | 432             |              |
| 2006年       | 442             |              |
| 2007年       | 421             |              |
| 2008年       | 404             |              |
| 2009年       | 380             |              |
| 2010年       | 382             |              |
| 2011年       | 390             |              |
| 2012年       | 397             |              |
| 2013年       | 380             |              |
| 2014年       | 389             |              |
| 2015年       | 402             |              |
| 2016年       | 407             |              |
| 2017年       | 411             |              |
| 2018年       | 417             |              |

## 相鄰車站
富山地方鐵道
■立山線
特急「阿爾卑斯」
通過
特急「立山」
五百石（T46）－岩峅寺（T51）－有峰口（T54）
快速急行（只限下行）
五百石（T46） → 岩峅寺（T51） → 千垣（T53）
普通
澤中山（T50）－岩峅寺（T51）－橫江（T52）
■上瀧線
普通
大川寺（T70）－岩峅寺（T51）

## 外部連結
- 富山地方鐵道岩峅寺站公式網頁。 （页面存档备份，存于）（日語）
- 岩峅寺車站（北陸的車站）